# Kościół św. Marka w Zawadzie
Kościół św. Marka w Zawadzie – rzymskokatolicki kościół znajdujący się w Zawadzie. Jest kościołem filialnym parafii św. Katarzyny Aleksandryjskiej w Karchowicach. Kościół znajduje się przy ulicy Bytomskiej.

## Historia

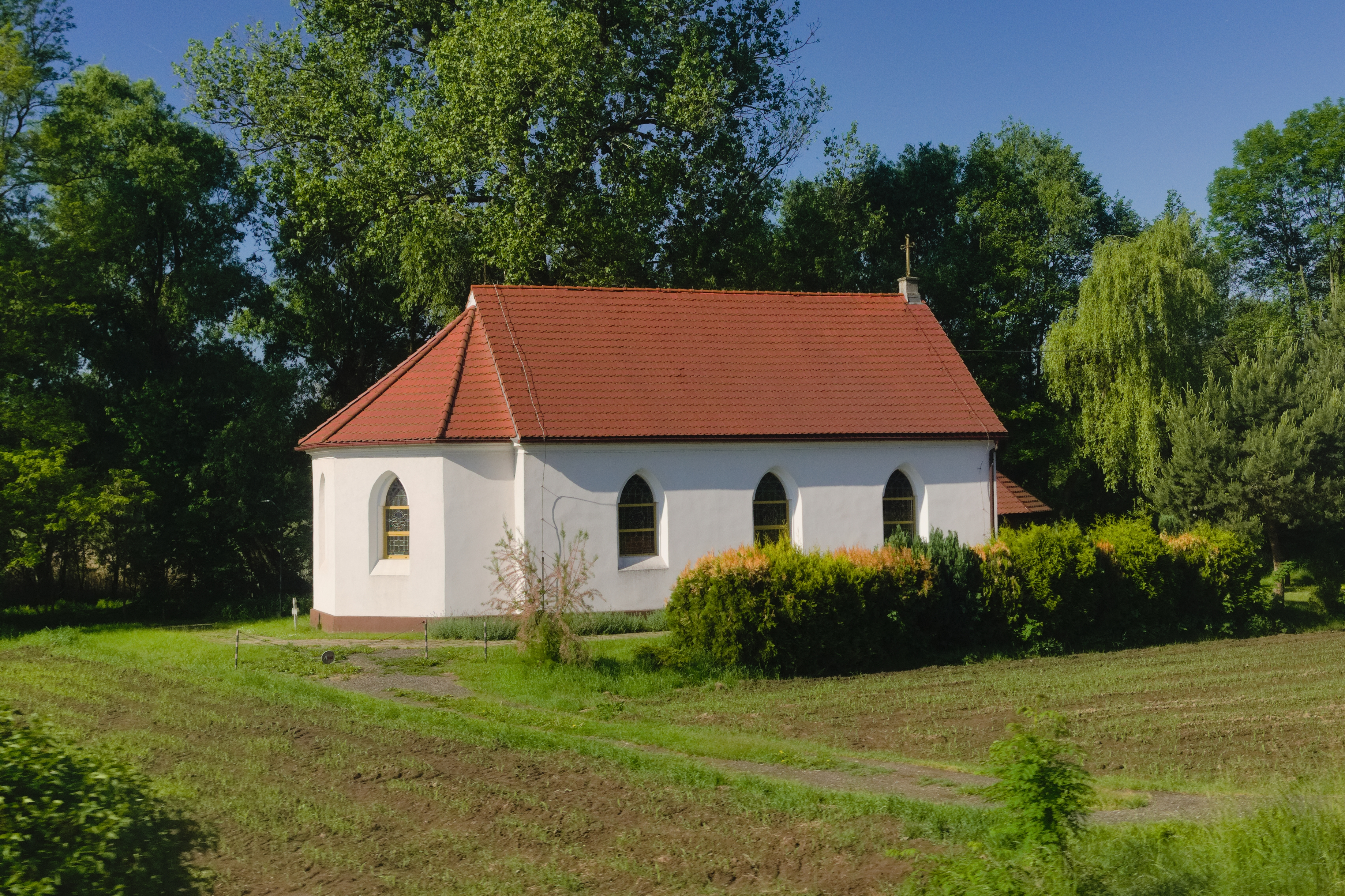
Widok z północnego wschodu (2022)

Pierwsze wzmianki ujęte są w protokole wizytacyjnym z 1679 r. w Pyskowicach. Początkowo był drewniany, a po przebudowie w 1851 r. – murowany. Od 2 do 4 razy w roku były w nim odprawiane msze. Budowniczym był ks. Adrian Włodarski – proboszcz pyskowicki. Został wzniesiony jako kościół pątniczy.
Według legendy miał być wzniesiony w Zaolszanach koło Pyskowic. Tam też zgromadzono materiały budowlane, ale podobno nocą raki przeniosły je do pobliskiej Zawady. Miał być to znak Boży, stąd w Zawadzie wybudowano kościół poświęcony św. Markowi. Był celem procesji błagalnych z parafii Pyskowice w uroczystość św. Marka. Co roku 25 kwietnia przybywa procesja z Pyskowic i odprawiana jest msza. W latach 60. XX w. w każdą niedzielę i święta była sprawowana msza przez kapłana z Pyskowic. Kiedy w 1969 r. parafię w Karchowicach objął ks. Gerard Wencel, zaczął odprawiać w nim w niedziele i święta jedną mszę, a w Karchowicach – dwie.
Obecnie sprawowane są w nim dwie msze w tygodniu. We wnętrzu znajduje się obraz św. Marka z XVII w. W 1985 r. przeniesiono sygnaturkę z Karchowic i zawieszono ją na strychu. Na bieżąco prowadzone są w nim remonty.